# Unione Sportiva Catanzaro 1977-1978
Questa voce raccoglie le informazioni riguardanti l'Unione Sportiva Catanzaro nelle competizioni ufficiali della stagione 1977-1978.

## Stagione
Retrocesso dalla Serie A la stagione precedente, il Catanzaro si riscatta ritornando nella massima serie.
Il Catanzaro stenta nel girone di andata, chiuso con soli 20 punti, ma nel girone di ritorno ha fatto meglio di tutte le altre squadre incasellando ben 24 punti.

La punta calatanzarese Massimo Palanca risulta il miglior goleador nel torneo cadetto con 18 reti.

Nella Coppa Italia il Catanzaro disputa il sesto girone di qualificazione, vinto a punteggio pieno dal Napoli.

## Rosa
| N. |                   | Ruolo | Calciatore       |
| -- | ----------------- | ----- | ---------------- |
|    | Italia (bandiera) | A     | Alberto Arbitrio |
|    | Italia (bandiera) | D     | Massimo Arrighi  |
|    | Italia (bandiera) | A     | Adriano Banelli  |
|    | Italia (bandiera) | A     | Fabio Borzoni    |
|    | Italia (bandiera) | P     | Ruggero Casari   |
|    | Italia (bandiera) | D     | Giuliano Groppi  |
|    | Italia (bandiera) | C     | Giovanni Improta |
|    | Italia (bandiera) | D     | Luigi Maldera    |
|    | Italia (bandiera) | A     | Santino Mondello |
|    | Italia (bandiera) | A     | Pieraldo Nemo    |

| N. |                   | Ruolo | Calciatore         |
| -- | ----------------- | ----- | ------------------ |
|    | Italia (bandiera) | C     | Enrico Nicolini    |
|    | Italia (bandiera) | A     | Massimo Palanca    |
|    | Italia (bandiera) | P     | Giorgio Pellizzaro |
|    | Italia (bandiera) | A     | Sauro Petrini      |
|    | Italia (bandiera) | D     | Mauro Pierelli     |
|    | Italia (bandiera) | C     | Maurizio Raise     |
|    | Italia (bandiera) | D     | Claudio Ranieri    |
|    | Italia (bandiera) | A     | Renzo Rossi        |
|    | Italia (bandiera) | D     | Manlio Zanini      |

## Risultati

### Serie B

#### Girone di andata
| Arbitro: | Lops (Torino) |

|  |           |           |
|  | Marcatori | 88’ Rossi |

| Arbitro: | Longhi (Roma) |

|            |           |  |
| Groppi 76’ | Marcatori |  |

| Arbitro: | Gussoni (Tradate) |

|                                  |           |                       |
| Bonafè 12’ Bellinazzi 18’ (rig.) | Marcatori | 47’ Rossi 78’ Palanca |

| Arbitro: | Bergamo (Livorno) |

|             |           |                    |
| Banelli 60’ | Marcatori | 69’ (aut.) Maldera |

| Arbitro: | Reggiani (Bologna) |

|                |           |  |
| Ceccarelli 29’ | Marcatori |  |

| Arbitro: | Redini (Pisa) |

|             |           |  |
| Palanca 25’ | Marcatori |  |

| Arbitro: | Menicucci (Firenze) |

|                     |           |  |
| Chimenti 87’ (rig.) | Marcatori |  |

| Arbitro: | Artico (Padova) |

|                                               |           |                                  |
| Arbitrio 5’ Palanca 30’, 33’ (rig.) Rossi 73’ | Marcatori | 70’ (aut.) Nicolini 84’ Gattelli |

| Arbitro: | Terpin (Trieste) |

|              |           |             |
| Podavini 83’ | Marcatori | 87’ Palanca |

| Arbitro: | Lops (Torino) |

|                        |           |                                               |
| Palanca 2’ Banelli 90’ | Marcatori | 8’ Magherini 76’ Marchetti 88’ (aut.) Arrighi |

| Arbitro: | D'Elia (Salerno) |

|                    |           |  |
| Beccati 44’ (rig.) | Marcatori |  |

| Arbitro: | Lapi (Firenze) |

|                      |           |                        |
| Scaini 18’ Silva 86’ | Marcatori | 25’ Palanca 74’ Zanini |

| Arbitro: | Paparesta (Bari) |

|              |           |             |
| Mondello 54’ | Marcatori | 86’ Pardini |

| Arbitro: | Mattei (Macerata) |

|                          |           |  |
| Palanca 49’ Arbitrio 75’ | Marcatori |  |

| Arbitro: | Milan (Treviso) |

|                                |           |  |
| Quadri 9’, 69’ Moro 80’ (rig.) | Marcatori |  |

| Arbitro: | Redini (Pisa) |

|                          |           |                                    |
| Palanca 24’ Nicolini 67’ | Marcatori | 42’ Penzo 45’ Mariano 71’ Scarrone |

| Arbitro: | Mascia (Milano) |

|                     |           |            |
| Chimenti 90’ (rig.) | Marcatori | 44’ Zanini |

| Arbitro: | Celli (Trieste) |

|            |           |  |
| Groppi 42’ | Marcatori |  |

| Arbitro: | Bergamo (Livorno) |

|             |           |                               |
| Bonaldi 90’ | Marcatori | 23’ Rossi 81’ (rig.) Arbitrio |

#### Girone di ritorno
| Arbitro: | Lapi (Firenze) |

|                     |           |            |
| Arbitrio 15’ (rig.) | Marcatori | 87’ Macchi |

| Arbitro: | Lo Bello (Siracusa) |

|                          |           |            |
| Pagliari 49’ De Rosa 53’ | Marcatori | 68’ Groppi |

| Arbitro: | Tonolini (Milano) |

|           |           |  |
| Rossi 76’ | Marcatori |  |

| Taranto 19 febbraio 1978 23ª giornata | Taranto          | 0 – 0 | Catanzaro | Stadio Salinella\| Arbitro: \| Terpin (Trieste) \| |
| Arbitro:                              | Terpin (Trieste) |       |           |                                                    |

| Arbitro: | Falasca (Chieti) |

|            |           |  |
| Banelli 4’ | Marcatori |  |

| Arbitro: | Reggiani (Bologna) |

|                                     |           |                      |
| Ramella 14’ Mariani 68’ Salvadè 72’ | Marcatori | 53’ (aut.) Brambilla |

| Arbitro: | Celli (Trieste) |

|                                    |           |              |
| Palanca 48’ Rossi 56’ Nicolini 74’ | Marcatori | 63’ Guidolin |

| Arbitro: | Gonella (Torino) |

|                |           |                       |
| Speggiorin 66’ | Marcatori | 18’ Borzoni 82’ Rossi |

| Arbitro: | Bergamo (Livorno) |

|           |           |          |
| Rossi 10’ | Marcatori | 66’ Moro |

| Arbitro: | Ciacci (Firenze) |

|               |           |                      |
| Marchetti 27’ | Marcatori | 42’ Banelli 78’ Nemo |

| Arbitro: | Longhi (Roma) |

|                             |           |             |
| Palanca 58’, 80’ Zanini 73’ | Marcatori | 75’ Beccati |

| Arbitro: | Terpin (Trieste) |

|                       |           |  |
| Rossi 84’ Palanca 88’ | Marcatori |  |

| Arbitro: | Lapi (Firenze) |

|               |           |             |
| Prandelli 43’ | Marcatori | 78’ Borzoni |

| Arbitro: | Lattanzi (Roma) |

|                                |           |                    |
| Bresciani 32’ Bedin 67’ (rig.) | Marcatori | 63’ (rig.) Palanca |

| Arbitro: | Casarin (Milano) |

|             |           |                      |
| Palanca 48’ | Marcatori | 53’ Quadri 73’ Greco |

| Arbitro: | Mattei (Macerata) |

|             |           |             |
| Mariano 33’ | Marcatori | 85’ Banelli |

| Arbitro: | Menicucci (Firenze) |

|                                  |           |                 |
| Palanca 6’, 59’ (rig.) Rossi 79’ | Marcatori | 55’ Magistrelli |

| Rimini 4 giugno 1978 37ª giornata | Rimini           | 0 – 0 | Catanzaro | Stadio Romeo Neri\| Arbitro: \| D'Elia (Salerno) \| |
| Arbitro:                          | D'Elia (Salerno) |       |           |                                                     |

| Arbitro: | Lo Bello (Siracusa) |

|            |           |  |
| Palanca 3’ | Marcatori |  |

### Coppa Italia

#### Sesto girone
| Arbitro: | Falasca (Chieti) |

|                        |           |  |
| Groppi 21’ Palanca 86’ | Marcatori |  |

| Arbitro: | Reggiani (Bologna) |

|                                 |           |  |
| La Palma 58’ Savoldi 85’ (rig.) | Marcatori |  |

| Arbitro: | Pieri (Genova) |

|                         |           |                    |
| Borzoni 66’ Palanca 88’ | Marcatori | 69’ Rossi 89’ Rosi |

| 31 agosto 1977 4ª giornata |  | – Riposo |  |  |

| Arbitro: | Schena (Foggia) |

|          |           |  |
| Majo 27’ | Marcatori |  |

## Statistiche

### Statistiche di squadra
| Competizione | Punti | In casa | In casa | In casa | In casa | In casa | In casa | In trasferta | In trasferta | In trasferta | In trasferta | In trasferta | In trasferta | Totale | Totale | Totale | Totale | Totale | Totale | DR |
| Competizione | Punti | G       | V       | N       | P       | Gf      | Gs      | G            | V            | N            | P            | Gf           | Gs           | G      | V      | N      | P      | Gf     | Gs     | DR |
| ------------ | ----- | ------- | ------- | ------- | ------- | ------- | ------- | ------------ | ------------ | ------------ | ------------ | ------------ | ------------ | ------ | ------ | ------ | ------ | ------ | ------ | -- |
| Serie B      | 44    | 19      | 12      | 4       | 3       | 32      | 17      | 19           | 4            | 8            | 7            | 18           | 24           | 38     | 16     | 12     | 10     | 50     | 41     | +9 |
| Coppa Italia | -     | 2       | 1       | 1       | 0       | 4       | 2       | 2            | 0            | 0            | 2            | 0            | 3            | 4      | 1      | 1      | 2      | 4      | 5      | -1 |
| Totale       |       | 21      | 13      | 5       | 3       | 36      | 19      | 21           | 4            | 8            | 9            | 18           | 27           | 42     | 17     | 13     | 12     | 54     | 46     | +8 |

### Statistiche dei giocatori
Fonte:
| Giocatore     | Serie B  | Serie B | Serie B     | Serie B    | Coppa Italia | Coppa Italia | Coppa Italia | Coppa Italia | Totale   | Totale | Totale      | Totale     |
| Giocatore     | Presenze | Reti    | Ammonizioni | Espulsioni | Presenze     | Reti         | Ammonizioni  | Espulsioni   | Presenze | Reti   | Ammonizioni | Espulsioni |
| ------------- | -------- | ------- | ----------- | ---------- | ------------ | ------------ | ------------ | ------------ | -------- | ------ | ----------- | ---------- |
| A. Arbitrio   | 33       | 4       | ?           | ?          | ?            | ?            | ?            | ?            | 33+      | 4+     | ?           | ?          |
| M. Arrighi    | 22       | 0       | ?           | ?          | ?            | ?            | ?            | ?            | 22+      | 0+     | ?           | ?          |
| A. Banelli    | 35       | 5       | ?           | ?          | ?            | ?            | ?            | ?            | 35+      | 5+     | ?           | ?          |
| F. Borzoni    | 26       | 2       | ?           | ?          | ?            | ?            | ?            | ?            | 26+      | 2+     | ?           | ?          |
| R. Casari     | 1        | -2      | ?           | ?          | ?            | ?            | ?            | ?            | 1+       | -2+    | ?           | ?          |
| G. Groppi     | 34       | 3       | ?           | ?          | ?            | ?            | ?            | ?            | 34+      | 3+     | ?           | ?          |
| G. Improta    | 31       | 0       | ?           | ?          | ?            | ?            | ?            | ?            | 31+      | 0+     | ?           | ?          |
| L. Maldera    | 36       | 0       | ?           | ?          | ?            | ?            | ?            | ?            | 36+      | 0+     | ?           | ?          |
| S. Mondello   | 11       | 1       | ?           | ?          | ?            | ?            | ?            | ?            | 11+      | 1+     | ?           | ?          |
| P. Nemo       | 15       | 1       | ?           | ?          | ?            | ?            | ?            | ?            | 15+      | 1+     | ?           | ?          |
| E. Nicolini   | 33       | 2       | ?           | ?          | ?            | ?            | ?            | ?            | 33+      | 2+     | ?           | ?          |
| M. Palanca    | 32       | 18      | ?           | ?          | ?            | ?            | ?            | ?            | 32+      | 18+    | ?           | ?          |
| G. Pellizzaro | 38       | -39     | ?           | ?          | ?            | ?            | ?            | ?            | 38+      | -39+   | ?           | ?          |
| S. Petrini    | 9        | 0       | ?           | ?          | ?            | ?            | ?            | ?            | 9+       | 0+     | ?           | ?          |
| M. Pierelli   | 3        | 0       | ?           | ?          | ?            | ?            | ?            | ?            | 3+       | 0+     | ?           | ?          |
| M. Raise      | 3        | 0       | ?           | ?          | ?            | ?            | ?            | ?            | 3+       | 0+     | ?           | ?          |
| C. Ranieri    | 28       | 0       | ?           | ?          | ?            | ?            | ?            | ?            | 28+      | 0+     | ?           | ?          |
| R. Rossi      | 34       | 10      | ?           | ?          | ?            | ?            | ?            | ?            | 34+      | 10+    | ?           | ?          |
| M. Zanini     | 31       | 3       | ?           | ?          | ?            | ?            | ?            | ?            | 31+      | 3+     | ?           | ?          |